# Theodore Sherman Palmer

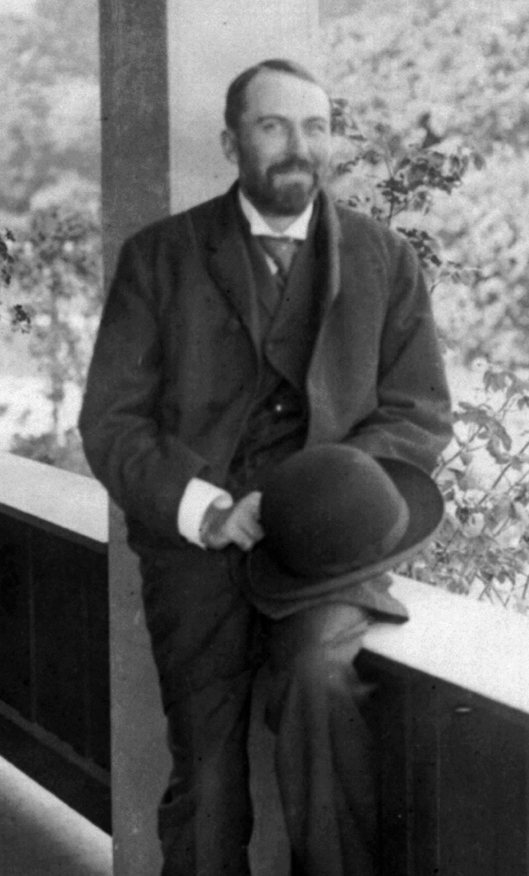
Theodore Sherman Palmer

Theodore Sherman Palmer (* 26. Januar 1868 in Oakland; † 24. Juli 1955 in Washington, D.C.) war ein amerikanischer Zoologe.

## Leben und Wirken
Sein Vater war Henry Austin Palmer (1842–1917), seine Mutter Jane Olivia geb. Day (1845–1910). Im Jahr 1886 zog die Familie nach Pomona, wo sein Vater die Pomona Bank gründete. Sein Wunsch war, dass der Erstgeborene Theodore seiner Karriere folgte. Dieses tat er zunächst in seinen Ferien und kurz nach seinem Collegeabschluss, doch dann überwogen andere Interessen.
Zu seinen Hobbys in der Jugend gehörten das Briefmarkensammeln sowie das Sammeln von Vogeleiern und Vogelbälgen. Nachdem er von Kalifornien wegzog, übergab er seine naturhistorische Sammlung an die California Academy of Sciences, doch ging diese beim Erdbeben von San Francisco im Jahr 1906 unwiederbringlich für die Wissenschaft verloren. Seine Briefmarkensammlung wuchs während seines gesamten Lebens auf 54.000 verschiedene Marken und ging schließlich an das United States National Museum.
Während seiner Collage Zeit entwickelte er ein Interesse für die Verbreitungsgebiete der Flora und Fauna der kalifornischen Berge in den unterschiedlichen Höhenlagen. Da dies mit den Interessen von Clinton Hart Merriam, des Leiters der Abteilung Ornithologie und Mammalogie des Landwirtschaftsministeriums der Vereinigten Staaten, übereinstimmte, war es nicht allzu überraschend, dass beide sich zusammen taten. Palmer wurde schließlich 1889 als Feldforscher für die Organisation gewonnen. Doch bald sollte sich das Schicksal beider Männer trennen. Merriam plante eine Expedition ins Death Valley und die angrenzenden Gebiete, um dort die hiesigen biologischen Zusammenhänge zu studieren. Als ihn Präsident Benjamin Harrison in der frühen Phase des Projekts in die Beringmeer-Kommission berief, um die Seebären zu studieren, brach Merriam zu den Pribilof-Inseln auf und überließ Palmer die Leitung der Death Valley Expedition.
Die Berichterstattung zur Death Valley Expedition" galt gemeinhin nicht als Ruhmesblatt für deren Teilnehmer. Von den acht Berichten, die 1893 in North American Fauna unter dem Titel The Death Valley Expedition. A Biological Survey Of Parts Of California, Nevada, Arizona, and Utah erschien, waren vier Publizisten, die gar nicht an der Expedition teilnahmen. So wurden die botanischen Ergebnisse vom National Herbarium übernommen. Zu den Säugetieren sollte ein weiterer erster Teil publiziert werden, der aber nie erschien. Palmer selbst schrieb das Kapitel List of Localities in The Death Valley Expedition. 1948 folgte Place Names of the Death Valley Region in California and Nevada und 1952 Chronology of the Death Valley region in California, 1849–1949, alles Publikationen, die Palmer aus privaten Mitteln finanzierte. Über die Jahre sammelte Palmer alles was er über das Death Valley" finden konnte. Diese Sammlung aus Büchern, Karten und Manuskripten gingen schließlich an Henry Edwards Huntington Bibliothek. Palmer war ein leidenschaftlicher Büchersammler. In seiner Residenz waren drei Zimmer voll mit Büchern und wissenschaftlichen Zeitschriften. Nach seinem eigenen Willen ging die wertvolle Bibliothek schließlich an die University of California.
Als 1893 die World’s Columbian Exposition stattfand, war es Palmer der im Auftrag des Department of Agriculture in Washington die meiste Verwaltungsarbeit mit dem Versand und Rücktransport der zahlreichen Exponate organisierte, da sein Chef Merriam diese Art der Arbeit nicht besonders schätzte. So diente er dort von 1896 bis 1902 und von 1910 bis 1914 als Assistenz der Leitung. Die Zeit in Washington gab Palmer die Möglichkeit sich weiterzubilden und so erreichte er den an der Georgetown University den wissenschaftlichen Titel eines M.D., auch wenn Palmer nie medizinisch tätig wurde.
Als es politischen Druck auf das Biological Survey gab, dieses aus Sicht der Wirtschaftlichkeit zu betrachten, publizierte Palmer The Jack Rabbits of the United States um deren Auswirkungen auf die Landwirtschaft zu erläutern. Gemeinsam mit Edward William Nelson beschrieb er 1894 erstmal Vögel, die neu für die Wissenschaft waren. Ein Großteil seiner Publikationen erschien in North American Fauna, wobei Index generum mammalium aus dem Jahr 1904 sicher der bedeutendste Beitrag in dieser Fachzeitschrift ist. Der Beitrag wurde 1889 von Meriam mit 250 Namen übergeben und von Palmer auf ca. 4500 Namen erweitert. Bei seiner Arbeit unterstützte ihn Thora Stejneger, die Schwester von Leonhard Hess Stejneger. Diese unternahm drei Reisen nach Europa um seine Liste mit Wissen um weitere Namen aus den europäischen Bibliotheken zu erweitern und das Nachschlagewerk zu verifizieren.
Palmer änderte jedoch sein Interessengebiet weg von den wissenschaftlichen Erhebungen hin zur Gesetzgebung zum Schutz von Wildtieren. So entwickelte er in der Abteilung einen Zweig für den Naturschutz, dem er von 1902 bis 1910 und von 1914 bis 1916 führte. Dieses Anliegen begleitete ihn während der gesamten weiteren Zeit, in der er noch im öffentlichen Dienst tätig war. So veröffentlichte er eine Reihe von Werken zu diesem Thema, die unter Titeln wie Extermination of noxious animals by bounties, The danger of introducing noxious animals and birds, Hunting licenses: Their history, objects, and limitations, Private game preserves and their future in the United States und Chronology and index of the more important events in American game protection, 1776–1911 erschienen. Eng mit der Thematik verbunden waren seine Publikationen Bird day in the schools, gemeinsam mit Henry Worthington Olds (1859–1925) Legislation for the protection of birds other than game birds, Laws regulating the transportation and sale of game, A review of economic ornithology in the United State, Some benefits the farmer may derive from game protection und Game as a national resource. Einige der Publikationen waren wegweisend und so führte z. B. The danger of introducing noxious animals and birds  1900 zu einem neuen Gesetz, das den Transport schädlicher Tiere zwischen den Staaten regelte. Bird day in the schools beeinflusste stark das Handeln der National Audubon Society. Unter seiner Federführung entstand ab 1901 ein Verzeichnis aller Beamten und Organisationen, die sich mit dem Schutz von Wildtieren und den Jagdgesetzen befasste. Diese waren die Früchte des föderalen Umweltschutzes, die auch nach seinem Tod fortgesetzt wurden. Palmer hatte die Leitung beim Sammeln von Informationen zum Naturschutz, die er in Form von Karteikarten zusammengestellte. Diese dienten als wichtiger Input für Publikationen von Henry Worthington Olds (1859–1925) und Robert White Williams Jr. (1877–1940) und anderen Naturschützern. Auch mit dem Komitee der A.O.U., das sich mit der Verteilung, dem Zug und dem ökonomischen Wert von Vogel sowie dem Schutz der Avifauna beschäftigte, arbeitete Palmer eng zusammen.
Palmer galt als Autorität auf dem Gebiet des Umweltschutzes. Sein Rat hatte gewichtigen Einfluss auf Gesetzesbeschlüsse. Ein Teil seiner Arbeit findet sich im Buch Adventures in Bird Protection von Thomas Gilbert Pearson (1873–1943). Zusammen mit Pearson reaktivierte er 1924 die National Association of State Game and Fish Wardens.
Mit den Hilfsmitteln von Abbott Handerson Thayer wurde 1900 vom A.O.U. Bird Protection Committee ein Schutzgebiet Möwen und Seeschwalben gegründet, das von der National Audubon Society und dem Biological Survey sowie deren Nachfolger dem Fish and Wildlife Service vorangetrieben wurde. Das Pelican Island National Wildlife Refuge, ein Ort an dem Fischer Vögel regelrecht abschlachteten, war eine der ersten Projekte, die unter Frank Michler Chapman, Dutcher und Palmer angegangen wurden. Unterstützt wurden sie dabei von Charles Lamartine Du Bois (1848–1932) und Frank Bond (1856–1940) vom Land Office der Vereinigten Staaten. Am 14. März 1903 wurde das Vorhaben von Theodore Roosevelt per Verordnung zum Schutz- und Brutgebiet für einheimische Vögel erklärt. Der Vorgang galt als Präzedenzfall und so inspirierte Frank M. Miller zu ähnliche Vorhaben für Brutgebiete in Louisiana, die ebenfalls von Bond, Palmer und Dutcher unterstützt wurden. Bis 1909 entstanden so weitere fünfzehn Schutzgebiete.
Als Mitglied des Komitees für Biographien der A.O.U. schrieb er mehr biographische Mitteilungen als irgendjemand in der A.O.U. zuvor. Als Edgar Erskine Hume Ornithologists of the United States Army Medical Corp schrieb, war es Palmer, der wesentlich zum Erfolg beitrug. Biographies of members of the American Ornithologists Union, 1884–1954 war ein weiteres wichtiges Werk auf diesem Feld, welches aus seiner Feder stammte. Das Werk brachte ihm den Spitznamen Thombstone Palmer, also Grabstein Palmer ein.
Die letzten zweieinhalb Jahre seines Lebens war Palmer aufgrund eines Hüftbruchs an sein Zuhause gefesselt. Er hinterließ mit Bertha Marilla Palmer geb. Ellis (1877–) eine Witwe, die er am 21. November 1911 geehelicht hatte.

## Mitgliedschaften
Beim 5. Treffen der A.O.U. wurde er von der Gesellschaft aufgenommen und schließlich 1901 zum Fellow gewählt. Palmer war seit 1925 Mitglied des Vorstands für Biographien sowie Sekretär der A.O.U. in der Zeit von 1917 und 1937.
Über die American Ornithologists’ Union (A.O.U.) lernte er George Bird Grinnell kennen, der eine Vorläuferorganisation der Audubon Society gründete. Auch William Dutcher (1846–1920), der zunächst die Audubon Association gründete, gehörten zu seinem Bekanntenkreis. Als am 30. Januar 1905 die erste Sitzung des Board of Directors stattfand. wurde Palmer zum zweiten Vizepräsidenten gewählt. 1908 folgte die Wahl zum zweiten Vizepräsidenten. Dem Board diente Palmer 28 Jahre bis ins Jahr 1936. Da Palmer auch immer an seiner Heimat interessiert war, engagierte er sich 1897 als Gründungsmitglied der Audubon Society of the District of Columbia, bei der er von 1921 bis 1941 als Präsident agierte. Nach seinem Ausscheiden als Präsident wurde Palmer zum lebenslangen emeritierten Präsidenten ernannt. Während Wells Woodbridge Cooke (1858–1916) sich um Outdoor-Aktivitäten der Society kümmerte, war Palmer für interne Veranstaltungen, wie beispielsweise Vogelkurse, verantwortlich. Palmers Aufzeichnung über die Gesellschaft wurden der Washington Public Library übergeben.

## Dedikationsnamen
Clinton Hart Merriam verwendete 1897 im Palmer-Streifenhörnchen (Tamias palmeri) seinen Namen, der als Anführer einer Expedition am Charleston Peak das Typusexemplar mit entdeckte. Harry Church Oberholser ehrte ihn 1923 in Oreortyx picta palmeri, heute ein Synonym für die Nominatform der Bergwachtel (Oreortyx pictus (Douglas, 1829)). Gerrhonotus scincicauda palmeri Stejneger, 1893, ein Synonym für die Nördliche Krokodilschleiche (Elgaria coerulea (Wiegmann, 1828)), stammte aus der Sammlung von T. S. Palmer.

## Publikationen (Auswahl)
- List of Localities in the Death Valley Expedition. A Biological Survey of parts of California, Nevada, Arizona, and Utah Part II. In: North American Fauna. Nr. 7, 1893, S. 361–384 (englisch, biodiversitylibrary.org).
- mit Edward William Nelson: Descriptions of Five New Birds from Mexico. In: The Auk. Band 11, Nr. 1, 1894, S. 39–45 (sora.unm.edu [PDF; 285 kB]).
- Extermination of noxious animals by bounties in Yearbook of the United States Department of Agriculture 1896. Government Printing Office, Washington 1897, S. 55–68 (englisch, babel.hathitrust.org).
- Bird day in the schools. U.S. Department of Agriculture, Washington 1896 (englisch, biodiversitylibrary.org).
- The jack rabbits of the United States. Government Printing Office, Washington 1896 (englisch, biodiversitylibrary.org).
- Random notes on the nomenclature of the Chiroptera. In: Proceedings of the Biological Society of Washington. Nr. 12, 1898, S. 109–114 (englisch, biodiversitylibrary.org).
- The danger of introducing noxious animals and birds in Yearbook of the United States Department of Agriculture 1898. Government Printing Office, Washington 1899, S. 87–110 (englisch, babel.hathitrust.org).
- Notes on three genera of dolphins. In: Proceedings of the Biological Society of Washington. Nr. 13, 1899, S. 23–24 (englisch, biodiversitylibrary.org).
- Notes on Tatoua and other genera of Edentates. In: Proceedings of the Biological Society of Washington. Nr. 13, 1899, S. 71–73 (englisch, biodiversitylibrary.org).
- Legislation for the protection of birds other than game birds. Government Printing Office, Washington 1900 (englisch, archive.org).
- mit Henry Worthington Olds: Laws regulating the transportation and sale of game. Government Printing Office, Washington 1900 (englisch, archive.org).
- A review of economic ornithology in the United State in Yearbook of the United States Department of Agriculture 1899. Government Printing Office, Washington 1900, S. 259–292 (englisch, babel.hathitrust.org).
- Some new generic names of mammals. In: Science (= 2). Band 17, 1903, S. 873 (englisch, biodiversitylibrary.org).
- Index generum mammalium: A list of the genera and families of mammals. In: North American Fauna. Nr. 23, 1904 (englisch, biodiversitylibrary.org).
- Hunting licenses: Their history, objects, and limitations. Government Printing Office, Washington 1904, S. 55–68 (englisch, archive.org).
- Some benefits the farmer may derive from game protection in the United State in Yearbook of the United States Department of Agriculture 1904. Government Printing Office, Washington 1905, S. 509–520 (englisch, babel.hathitrust.org).
- Anmomys and other compounds of Mys. In: Proceedings of the Biological Society of Washington. Nr. 19, 1906, S. 97 (englisch, biodiversitylibrary.org).
- Private Game Preserves and Their Future in the United States. Government Printing Office, Washington 1910 (englisch).
- Chronology and index of the more important events in American game protection, 1776-1911. Government Printing Office, Washington 1912 (englisch, archive.org).
- Botta’s Visit to California. In: The Condor. Band 19, Nr. 5, 1917, S. 159–161 (sora.unm.edu [PDF; 235 kB]).
- Goudot's Explorations in Colombia. In: The Auk. Band 35, Nr. 2, 1918, S. 240–241 (sora.unm.edu [PDF; 123 kB]).
- Another Reference to Early Experiments in Keeping Hummingbirds in Captivity. In: The Condor. Band 20, Nr. 160, 1918, S. 123–124 (sora.unm.edu [PDF; 186 kB]).
- Thirty-Sixth Stated Meeting of the American Ornithologists’ Union. In: The Auk. Band 36, Nr. 1, 1919, S. 90–99 (sora.unm.edu [PDF; 418 kB]).
- Notes and News. In: The Auk. Band 36, Nr. 3, 1919, S. 449 (englisch, sora.unm.edu [PDF; 287 kB]).
- The Thirty-seventh Stated Meeting of the American Ornithologists' Union. In: The Auk. Band 37, Nr. 1, 1920, S. 110–125 (sora.unm.edu [PDF; 749 kB]).
- Herbert Huntington Smith. In: The Nautilus. Band 37, Nr. 4, 1920, S. 637–638 (englisch, sora.unm.edu [PDF; 346 kB]).
- Report of the Secretary. In: The Auk. Band 39, Nr. 1, 1922, S. 95–99 (englisch, sora.unm.edu [PDF; 287 kB]).
- Game as a national resource. Government Printing Office, Washington 1922 (englisch, archive.org).
- The Forty-Fifth Stated Meeting of the American Ornithologists' Union. In: The Auk. Band 45, Nr. 1, 1928, S. 70–82 (sora.unm.edu [PDF; 618 kB]).
- Notes on Persons Whose Names Appear in the Nomenclature of California Birds. In: The Condor. Band 30, Nr. 5, 1928, S. 261–307 (sora.unm.edu [PDF; 3,6 MB]).
- Obituaries. In: The Auk. Band 47, Nr. 2, 1930, S. 305–309 (unm.edu [PDF; 294 kB]).
- Obituaries. In: The Auk. Band 53, Nr. 3, 1935, S. 370–371 (sora.unm.edu [PDF; 394 kB]).
- Obituaries - Edward Bartlett. In: The Auk. Band 61, Nr. 3, 1941, S. 504 (englisch, sora.unm.edu [PDF; 577 kB]).
- Obituaries Edward Charles Stuart Baker. In: The Auk. Band 62, Nr. 1, 1945, S. 172–173 (sora.unm.edu [PDF; 257 kB]).
- Obituaries: Frederick Nutter Chasen. In: The Auk. Band 64, Nr. 4, 1947, S. 660 (sora.unm.edu [PDF; 565 kB]).
- Obituaries: Hugh Whistler. In: The Auk. Band 64, Nr. 4, 1947, S. 661 (sora.unm.edu [PDF; 565 kB]).
- Obituaries: Joseph Warren Jacobs. In: The Auk. Band 64, Nr. 4, 1947, S. 661–662 (sora.unm.edu [PDF; 565 kB]).
- Obituaries: Richard Magoon Barnes. In: The Auk. Band 64, Nr. 4, 1947, S. 662 (sora.unm.edu [PDF; 565 kB]).
- Obituaries: Otto C. McCreary. In: The Auk. Band 64, Nr. 4, 1947, S. 663 (sora.unm.edu [PDF; 565 kB]).
- Obituaries: William Emerson Ritter. In: The Auk. Band 64, Nr. 4, 1947, S. 665–666 (sora.unm.edu [PDF; 565 kB]).
- Place Names of the Death Valley Region in California and Nevada. T.S. Palmer, Washington 1948.
- Several Obibituries (William Clark Adams, Emeline Clark Bates, Frederick Monroe Dille, Murray Thompson Donoho, Lillie Rose Ernst, Pompeo Margherita Maresi, Robert Baird McLain, Annie Elizabeth Middaugh Falger, Edwin Lincoln Moseley, Clifford Hayes Pangburn, Clarence Bayley Riker). In: The Auk. Band 67, Nr. 4, 1950, S. 547–550 (sora.unm.edu [PDF; 270 kB]).
- Obituaries - George Kruck Cherrie. In: The Auk. Band 68, Nr. 2, 1951, S. 260–261 (sora.unm.edu [PDF; 337 kB]).
- Obituaries - Oscar Neumann. In: The Auk. Band 69, Nr. 2, 1952, S. 223–226 (sora.unm.edu [PDF; 268 kB]).
- Chronology of the Death Valley region in California, 1849-1949: an index of the events, persons and publications connected with its history. Byron S. Adams, Washington 1952.
- Biographies of members of the American Ornithologists Union, 1884-1954. American Ornithologists' Union, Washington 1954 (englisch).